# Боссіко
Боссіко (італ. Bossico, п'єм. Bossico) — муніципалітет в Італії, у регіоні Ломбардія, провінція Бергамо.
Боссіко розташоване на відстані близько 480 км на північний захід від Рима, 80 км на північний схід від Мілана, 34 км на північний схід від Бергамо.
Населення — 985 осіб (2014).
Щорічний фестиваль відбувається 15 серпня. Покровитель — S.S. Pietro e Paolo.

## Демографія
Населення за роками:

Станом на 1 січня 2023 року в муніципалітеті офіційно проживало 17 іноземців з 6 країн, серед них 8 громадян країн Євросоюзу та 3 громадяни України.

## Сусідні муніципалітети
- Черете
- Коста-Вольпіно
- Ловере
- Сонгаваццо
- Совере